# Почаїв (водолазне судно)
Почаїв (A701, до 2018 р. U701) — водолазне морське судно Військово-Морських Сил України проєкту 535М (тип «Краб», за класифікацією НАТО — Yelva).

## Історія і застосування судна
Судно належить до класу водолазних ботів, які використовувалися у ВМФ СРСР для проведення підводних робіт на порівняно невеликих глибинах.
У 1970-х роках була побудована серія водолазних ботів проєкту 535, розроблених Західним ПКБ, з повною водотоннажністю в 300 тонн. Ці боти оснащувалися двома водолазними станціями та іншим обладнанням для проведення підводних робіт на глибинах до 60 метрів. Всього за цим проєктом на Гороховецькому судно-будівному заводі з 1970 по 1983 рік було побудовано 20 водолазних ботів.
Водолазне морське судно проєкту 535М з заводським номером С-114 було побудоване на Гороховецькому суднобудівному заводі. Отримало назву ВМ-152 і прийнято в експлуатацію Чорноморським флотом СРСР у 1975 році. Базувалося в Севастополі. Входило до складу 39-й аварійно-рятувальної школи ЧФ і використовувалося для тренування водолазів.
10 січня 1996 року ВМ-152 увійшло до складу Військово-Морських Сил України, де отримало назву «Почаїв» на честь однойменного міста Тернопільської області. Входить до складу групи дослідницьких суден Науково-дослідного центру Збройних Сил України «Державний океанаріум». Використовується при наукових дослідах і як судно-носій глибоководних населених апаратів «Риф», «Лангуст», малогабаритного телекерованого підводного апарата «Агент-1».
Унікальний підводно-технічний комплекс основою якого є «Почаїв» з водолазним комплексом, ОС «Кам'янка», а також придатні для життя та досліджень глибоководні апарати «Північ-2», «Риф», «Лангуст», телекерований підводний апарат МТК-200 і «Агент-1» разом дають можливість фахівцям НДЦ самостійно проводити підводно-пошукові та підводно-технічні роботи, а також забезпечувати виконання суднопідйомних операцій. Крім наукових робіт «Почаїв» залучається до унікальних морських підйомних робіт, пошуку і знешкодження затонулих вибухонебезпечних об'єктів.

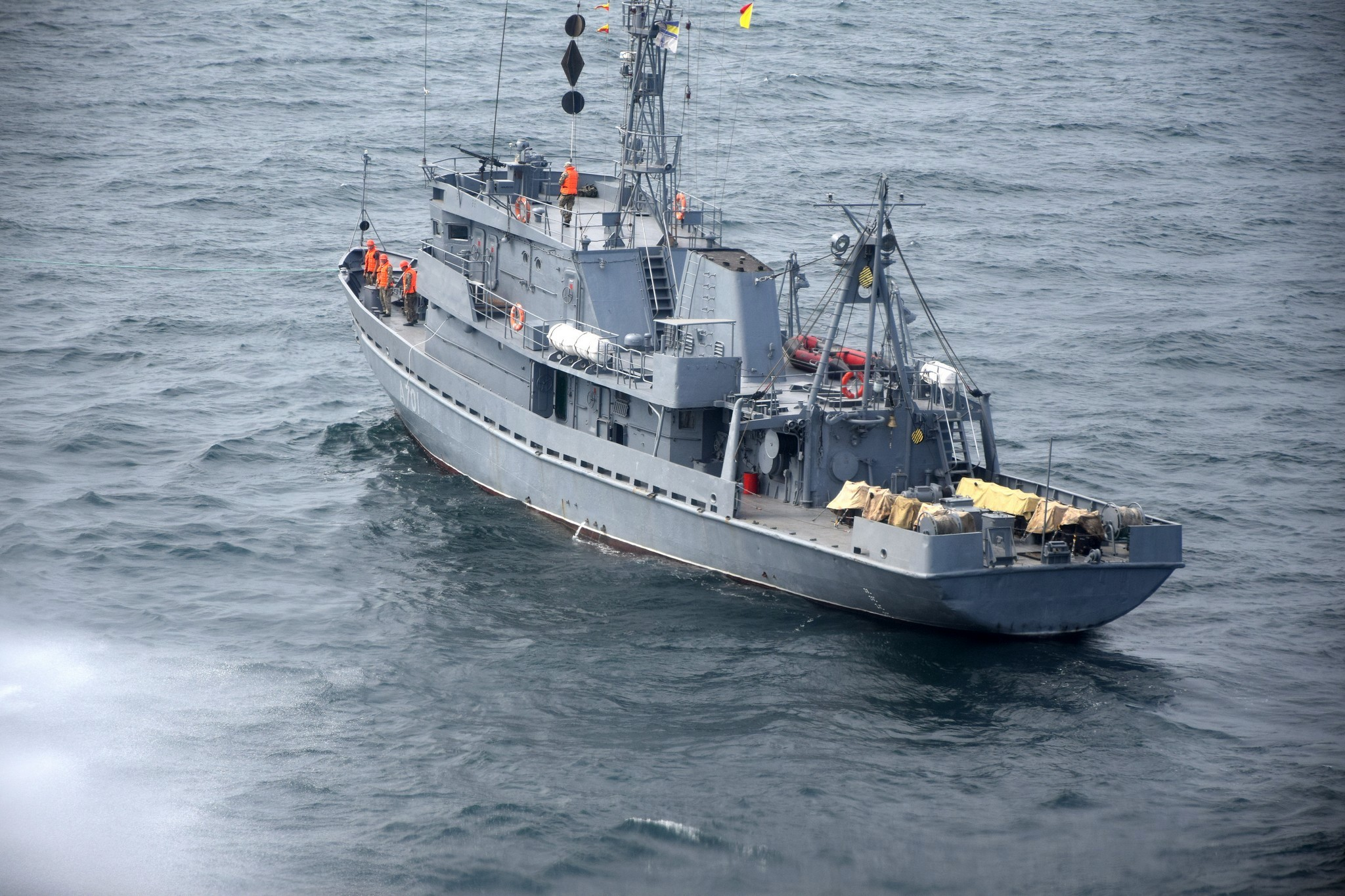
«Почаїв» на навчаннях «Шторм–2018»

27 січня 2017 року прес-служба Військово-Морських Сил Збройних Сил України оприлюднила обставини та наслідки обстрілу російською стороною судна «Почаєва» під час виконання ним завдань у Чорному морі поблизу захоплених Російською Федерацією бурових платформ «Чорноморнафтогазу». Як докази були наведені фото кульових пробоїн, які були нанесені судну.

### Російське вторгнення в Україну (2022)
За даними контр-адмірала Олексія Неїжпапи, після початку російського вторгнення «Почаїв» зумів примусити відступити в бою новітній російський фрегат «Адмірал Макаров». «Адмірал Макаров» відкрив вогонь по «Почаєву» із носової 100-мм артустановки, але ні разу не влучив у 40-метровий бот, оскільки той маневрував. Потенціал суден був неспівмірним — бот «Почаїв» має лише два пости для кулеметів ДШК і здатен йти зі швидкістю максимум 12 вузлів. Але команда українського бота діяла хитрістю, та виманила російський «Адмірал Макаров» прямо під берегову артилерію ВМСУ. Російський фрегат був вимушений відступити до окупованого Севастополя.